# Raymond Jean Verdun
Pour les articles homonymes, voir Verdun.
Raymond Jean Verdun, né en 1873 à Nogent-le-Rotrou, et mort en 1954, est un peintre paysagiste français.

## Biographie
Né en 1873 à Nogent-le-Rotrou, Raymond Jean Verdun est un élève d’Henri Harpignies. Comme Harpignies, il peint des arbres, donnant à ses paysages une impression de robustesse et de sérénité. Il expose au Salon des Artistes Français de Paris et reçoit une mention honorable en 1909.
Raymond Jean Verdun meurt en 1954.

## Œuvre
- Bords de la Loire[3]